# Jack Cunningham
Jack Cunningham (Ionia, 1 de abril de 1882 – Santa Mônica, 4 de outubro de 1941) foi um roteirista norte-americano. Ele escreveu para 132 filmes entre 1913 e 1939.

## Filmografia parcial
- 1917 The Wrong Man
- 1918 Hands Up!
- 1918 The Bells
- 1918 The Goddess of Lost Lake
- 1920 Daredevil Jack
- 1921 Double Adventure
- 1921 The Avenging Arrow
- 1922 Beyond the Rocks
- 1922 A Trip to Paramountown
- 1924 The Man Who Fights Alone
- 1926 The Black Pirate
- 1928 The Viking
- 1928 White Shadows in the South Seas
- 1929 The Iron Mask
- 1931 The Guilty Generation
- 1933 The Thundering Herd
- 1934 It's a Gift
- 1939 Union Pacific